# Le Pétomane
Le Pétomane, artistnamn för Joseph Pujol, född 1 juni 1857 i Marseille, Frankrike, död 8 augusti 1945, var en fransk underhållningsartist.
Han framträdde på Moulin Rouge i Paris åren 1892-1895. Han hade en synnerligen ovanlig show, som beskrevs som ett extraordinärt musikaliskt anus. (Hans artistnamn var en sorts ordlek på det franska ordet "péter", att fjärta.) 
Han besatt en säregen förmåga att kunna släppa väder – inte bara kunde han framföra enkla melodier, utan han kunde också blåsa ut ett ljus med sin bakdel samt imitera kanoneld, marscherande trupp och åskväder. Ett annat populärt inslag var när han lät som jordbävningen i San Francisco 1906.
Le Pétomane var en stor sensation i Paris och många celebriteter kom för att se honom uppträda. 
Pujol, som var bagare till yrket, drog sig tillbaka från scenen vid första världskrigets utbrott, och återvände till sitt bageri i Marseille.
Vid hans död erbjöd Medicinska fakulteten vid Sorbonne 25 000 francs för att få undersöka hans lik, något hans familj ska ha vägrat att gå med på.